# مؤشر التنمية الشاملة
مؤشر التنمية الشاملة (بالإنجليزية: Inclusive Development Index (IDI))‏ هو مؤشر اقتصادي سنوي قدمه المنتدى الاقتصادي العالمي في إطار مبادرة النظام لتشكيل مستقبل التقدم الاقتصادي في عام 2017. يقوم IDI بتصنيف الأداء الاقتصادي للدول في ثلاثة أعمدة: النمو والتنمية، الشمول، والمساواة بين الأجيال والاستدامة. تهدف هذه المبادرة إلى تعزيز وتمكين التقدم الاقتصادي المستدام والشامل من خلال تعميق التعاون بين القطاعين العام والخاص عبر القيادة الفكرية والتحليل، والحوار الاستراتيجي والتعاون الملموس، بما في ذلك تسريع الأثر الاجتماعي من خلال العمل المؤسسي.
تحصل الدول في مؤشر التنمية الشاملة على درجة تتراوح من 1 إلى 7. كلما زادت الشمولية، زادت الدرجة. وفقًا لمؤشر التنمية الشاملة لعام 2018، فإن الاقتصاد الرائد هو النرويج بدرجة 6.08، تليها أيسلندا (6.07) ولوكسمبورغ (أيضًا 6.07).
على عكس الناتج المحلي الإجمالي (GDP)، يقيس مؤشر التنمية الشاملة "...مستوى ومعدل التحسن في التقدم الاجتماعي والاقتصادي المشترك".

## وصلات خارجية
- المنتدى الاقتصادي العالمي
- مؤشر التنمية الشاملة 2018